# اختن
اچتن (به هلندی: Echten) یک منطقهٔ مسکونی در هلند است که در لمسترلند واقع شده‌است. اچتن ۲۳۵ نفر جمعیت دارد.